# Aleksandr Sizow
Aleksandr Aleksandrowicz Sizow (ros. Алекса́ндр Алекса́ндрович Сизо́в, ur. 10 kwietnia 1913 w Archangielsku, zm. 26 grudnia 1972 w Leningradzie) – radziecki polityk, Bohater Pracy Socjalistycznej (1965).

## Życiorys
W 1932 ukończył technikum budowlane i został skierowany do Republiki Komi, na rzekę Peczorę, później pracował na budowach w Archangielsku i przy budowie fabryki samochodów w Gorkim (obecnie Niżny Nowogród), wiosną 1942 ewakuowany do Barnaułu. Od lipca 1942 żołnierz Armii Czerwonej, dowódca plutonu kompanii saperów 74 Samodzielnej Brygady Piechoty 6 Stalińskiego Ochotniczego Korpusu Sybiraków Frontu Kalinińskiego, od grudnia 1942 w WKP(b), od sierpnia 1943 do sierpnia 1944 dowódca plutonu 97 Samodzielnego Batalionu Saperów 56 Dywizji Piechoty Gwardii 19 Stalińskiego Syberyjskiego Korpusu Piechoty Gwardii w stopniu młodszego porucznika. W sierpniu 1944 organizator partyjny 97 Samodzielnego Batalionu Saperów 56 Dywizji Piechoty Gwardii 19 Stalińskiego Syberyjskiego Korpusu Piechoty Gwardii 2 Frontu Nadbałtyckiego, w 1946 zdemobilizowany z armii w stopniu kapitana. Pracował w truście budowlanym w Leningradzie kolejno jako szef odcinka, szef działu produkcyjno-technicznego, główny inżynier budowy nr 1, w latach 1953-1955 główny inżynier budowy nr 3, następnie w latach 1955-1960 zarządca budowy nr 19, kolejno między 1960 a 1962 główny inżynier trustu "Gławleningradstroj". Od 1962 do sierpnia 1966 szef trustu "Gławleningradstroj", członek Związku Architektów ZSRR, od 6 sierpnia 1966 do końca życia przewodniczący Komitetu Wykonawczego Leningradzkiej Rady Miejskiej, od 9 kwietnia 1971 do śmierci zastępca członka KC KPZR. Deputowany do Rady Najwyższej ZSRR VIII kadencji. W 1974 jedną z magistrali w Leningradzie nazwano Prospektem Sizowa, a w czerwcu 2013 na domu przy Prospekcie Sizowa odsłonięto tablicę pamiątkową poświęconą A. Sizowowi.

## Odznaczenia
- Medal Sierp i Młot Bohatera Pracy Socjalistycznej (18 listopada 1965)
- Order Lenina (dwukrotnie - 18 listopada 1965 i 25 sierpnia 1971)
- Order Czerwonego Sztandaru (8 lutego 1943)
- Order Czerwonego Sztandaru Pracy (21 czerwca 1967)
- Order Wojny Ojczyźnianej II klasy (21 sierpnia 1943)
- Order Czerwonej Gwiazdy (13 sierpnia 1944)
- Order „Znak Honoru” (2 kwietnia 1951)
- Medal „Za zasługi bojowe” (8 stycznia 1943)

I medale.